# 10459 Vladichaika
10459 Vladichaika là một tiểu hành tinh vành đai chính với chu kỳ quỹ đạo là 1351.2481310 ngày (3.70 năm).
Nó được phát hiện ngày 27 tháng 9 năm 1978.